# Parki narodowe w Ameryce Północnej
Parki Narodowe położone na obszarze Ameryki Północnej

## Parki narodowe w Stanach Zjednoczonych
W czerwcu 2008 w Stanach Zjednoczonych istniało 58 parków narodowych, z czego dwa położone były w terytoriach zależnych. Wszystkie parki narodowe, niezależnie od położenia, znajdują się pod zarządem National Park Service.

## Parki narodowe w Kanadzie
W kwietniu 2009 roku w Kanadzie istniały 42 parki narodowe.

## Parki narodowe w Meksyku
| L.p. | Nazwa                                        | Rok utworzenia | Powierzchnia (km²) | Stan                        |
| ---- | -------------------------------------------- | -------------- | ------------------ | --------------------------- |
| 1    | Park Narodowy Archipiélago de Espíritu Santo | 2007           | 486                | Kalifornia Dolna Południowa |
| 2    | Park Narodowy Arrecife Alacranes             | 1994           | 3337               | Jukatan                     |
| 3    | Park Narodowy Cañón del Río Blanco           | 1938           | 488,0              | Veracruz                    |
| 4    | Park Narodowy Cerro de la Estrella           | 1938           | 11,0               | Meksyk                      |
| 5    | Park Narodowy Grutas de Cacahuamilpa         | 1936           | 15,98              | Guerrero                    |
| 6    | Park Narodowy Iztaccihuatl-Popocatepetl      | 1935           | 257                | Meksyk, Morelos, Puebla     |
| 7    | Park Narodowy Palenque                       | 1981           | 2,5                | Chiapas                     |
| 8    | Park Narodowy Pico de Orizaba                | 1937           | 198,0              | Veracruz, Puebla            |
| 9    | Park Narodowy Sacromonte                     | 1939           | 0,45               | Meksyk                      |

## Parki narodowe w Kostaryce
| L.p. | Nazwa                   | Rok utworzenia | Powierzchnia (km²) |
| ---- | ----------------------- | -------------- | ------------------ |
| 1    | Park Narodowy Corcovado | 1975           | 424                |